# Травник (футбольний клуб)
«Травник» (босн. Nogometni Klub Travnik) — професіональний боснійський футбольний клуб з однойменного міста. Заснований 1922 року, домашні матчі проводить на стадіоні «Пирота», що вміщує 4 000 глядачів.

## Досягнення
- Чемпіон Першої ліги ФБіГ:

1999—2000, 2002—2003, 2006—2007